# غونار أندرسن (متزلج قفز)
غونار أندرسن (بالنرويجية البوكمول: Gunnar Andersen)‏ هو متزحلق نوردي مزدوج نرويجي، ولد في 26 فبراير 1909 في النرويج، وتوفي في 26 يونيو 1988.

## وصلات خارجية
- غونار أندرسن على موقع الاتحاد الدولي للتزلج (القفز التزلجي) (الإنجليزية)